# 圣温琴佐-拉科斯塔
圣温琴佐-拉科斯塔（義大利語：San Vincenzo La Costa），是意大利科森扎省的一个市镇。总面积16平方公里，人口2206人，人口密度137.9人/平方公里（2009年）。ISTAT代码为078135。